# Constantinos Christoforou
Constantinos Christoforou (Grieks: Κωνσταντίνος Χριστοφόρου) (Limasol, 25 april 1977) is een Cypriotisch zanger. 
Op 17-jarige leeftijd was hij de eerste Cypriotische artiest die drie keer platina haalde met de platenverkoop. In 1996 vertegenwoordigde hij Cyprus op het Eurovisiesongfestival in Oslo met het lied Mono gia mas. 
Na dit werd hij ook in Griekenland erg bekend en werkte hij samen met grote sterren als Sakis Rouvas en Anna Vissi. In 1999 werd hij door de succesvolle Cypriotische componist Georges Theofanous gevraagd om te komen zingen in de boyband One. De band werd een commercieel succes en haalde platina met de verkoop.
In 2002 deed de band mee aan het Eurovisiesongfestival in Tallinn met het lied Gimme, het was de eerste keer dat Cyprus in het Engels zong, de vorige pogingen in het Grieks waren op een mislukking uitgedraaid sinds de vrije taalregel van kracht werd. Ze moesten als eerste optreden maar haalden toch een zesde plaats. In 2003 ging Christoforou opnieuw solo en bracht het album "H agapi sou paei" uit. De single behaalde in korte tijd de eerste plaats in de Griekse hitparade en verkocht goud in Cyprus. 
In 2005 deed hij voor de derde keer mee aan het Eurovisiesongfestival, dit keer met Ela Ela, waarmee hij eindigde op de negentiende plaats.
Hij schreef ook liedjes voor andere zangers.
1981: Island · 
1982: Anna Vissi · 
1983: Stavros & Konstandina · 
1984: Andy Paul · 
1985: Lia Vissi · 
1986: Elpida · 
1987: Alexia · 
1989: Fani Polymeri & Yiannis Savvidakis · 
1990: Haris Anastasiou · 
1991: Elena Patroklou · 
1992: Evridiki · 
1993: Zimboulakis & Van Beke · 
1994: Evridiki · 
1995: Alexandros Panayi · 
1996: Constantinos Christoforou · 
1997: Hara & Andreas Konstantinou · 
1998: Michalis Hatzigiannis · 
1999: Marlain · 
2000: Voice · 
2002: One · 
2003: Stelios Konstantas · 
2004: Lisa Andreas · 
2005: Constantinos Christoforou · 
2006: Annet Artani · 
2007: Evridiki · 
2008: Evdokia Kadi · 
2009: Christina Metaxa · 
2010: Jon Lilygreen & The Islanders · 
2011: Christos Mylordos · 
2012: Ivi Adamou · 
2013: Despina Olympiou · 
2015: Giannis Karagiannis · 
2016: Minus One · 
2017: Hovig · 
2018: Eleni Foureira · 
2019: Tamta · 
2021: Elena Tsagrinou · 
2022: Andromache · 
2023: Andrew Lambrou · 
2024: Silia Kapsis · 
2025: Theo Evan